# Antropologia refleksyjna
Antropologia refleksyjna – nurt współczesnej antropologii powstały po przełomie postmodernistycznym i w istotny sposób zainspirowany postkolonializmem. Jego przedstawicielami są m.in. Clifford Geertz, James Clifford, George E. Marcus i (głównie ze względu na swoje prace na temat orientalizmu) Edward Said. Mianem antropologii refleksyjnej swoje koncepcje określał również Pierre Bourdieu.
Antropolodzy refleksyjni wskazują na to, że proces wytwarzania wiedzy w badaniach etnograficznych nie jest niewinny, a wyniki badań, przedstawiane jako obiektywne, mają w rzeczywistości swoje określone źródła ideologiczne i historyczne. Obecne w tradycyjnej antropologii roszczenia do neutralności i obiektywności są w gruncie rzeczy jedynie uzurpacją, gdyż sprawiają, iż pomija się milczeniem trudności badawcze oraz subiektywność badacza. Rzekoma neutralność antropologa, na której opierano dotychczas wiedzę etnograficzną, uznana jest w antropologii refleksyjnej za fikcję, ponieważ uzyskiwane przez badaczy dane zawsze są powiązane z ich odbiorem świata wynikającym z dotychczasowych doświadczeń kulturowych, środowiskowych, zawodowych i biograficznych. Etnolodzy nie są w stanie mówić o otaczającej ich rzeczywistości, nie interpretując jej zarazem (a zatem wykluczając jednocześnie inne, konkurencyjne interpretacje). Fałszywe wrażenie „neutralności” czy „obiektywności” tekstów antropologicznych wynika ze stosowania określonych zabiegów retorycznych oraz odwoływania się do autorytetu budowanego poprzez badania terenowe.
Poczynione przez antropologów refleksyjnych obserwacje doprowadziły do tego, że obecnie przy prezentowaniu wyników badań głos badanych jest znacznie bardziej słyszalny niż niegdyś, nie zaś maskowany zabiegami retorycznymi. W przeciwnym wypadku sposób przeprowadzenia badań więcej mówiłby bowiem o kulturze badacza niż o kulturze badanych.
Inspiracją dla antropologów refleksyjnych były w dużej mierze feminizm akademicki oraz myśl Michela Foucault, które demaskowały nieoczywistość tego, co pozornie oczywiste. Obecnie w badaniach antropologicznych zwraca się znacznie większą uwagę na to, co wcześniej uznawano za przezroczyste i nieistotne dla przebiegu badań (płeć, wiek, kulturę pochodzenia badacza etc.), oraz na to, jak, w zależności od tych kategorii, kształtuje się dostęp do empirycznych danych w terenie. Wiąże się to z krytyką przejawów eurocentryzmu w badaniach oraz z częściową zmianą przedmiotu zainteresowań całej dziedziny, która otworzyła się na analizowanie za pomocą analogicznych metod nie tylko społeczności tradycyjnych, ale też własnej kultury (por. antropologia prawa, medycyny, biotechnologii, społeczności wirtualnych etc.).

## Wybrana literatura przedmiotu
- Alan Barnard, Antropologia. Zarys teorii i historii, Warszawa 2006.
- James Clifford, Kłopoty z kulturą. Dwudziestowieczna etnografia, literatura i sztuka, Warszawa 2000.
- Clifford Geertz, Dzieło i życie: antropolog jako autor, Warszawa 2000.
- Waldemar Kuligowski, Antropologia refleksyjna. O rzeczywistości tekstu, Poznań 2001.
- Adam Kuper, Kultura. Model antropologiczny, Kraków 2005.
- Marcin Lubaś, Rozum i etnografia. Przyczynek do krytyki antropologii postmodernistycznej, Kraków 2003.
- Edward Said, Orientalizm, Warszawa 1991.
- Radosław Bomba, "Antropologia refleksyjna – charakterystyka perspektywy badawczej".
- Joanna Tokarska-Bakir, Dalsze losy syna marnotrawnego. Projekt etnografii nieprzezroczystej, „Konteksty. Polska Sztuka Ludowa” Nr 1 / 1995.